# Medardo de Noyon
Medardo de Noyón (456-545) fue un santo francés, de la iglesia católica, obispo y mártir, obispo de Noyon. Su festividad se celebra el 8 de junio.

## Vida
En las primeras versiones del Martirologio romano se afirma que era hermano gemelo de Gildardo de Ruan. Según la versión más antigua sobre su vida, nació en Salency, en el departamento de Oise, dentro de la Picardía francesa, en el último cuarto del siglo V, dedicó su vida a la evangelización, alcanzando el obispado de Noyon. Allí consagró diaconisa a la reina Radegunda, al abandonar esta a su esposo el rey Clotario I para acceder a la vida religiosa. Fue enterrado en San Medardo de Soissons.

## Patrono y leyendas
Es patrón de los camareros, leñadores, agricultores y titiriteros y se le invoca para combatir la tuberculosis intestinal y el dolor de muelas. Se cuenta que si llueve el día de su festividad, la lluvia durará cuarenta días.
Adquiere el rango de protector de la realeza francesa, junto a Radegunda, en el siglo XV, durante la época del rey Carlos VII.
Según la tradición, sus reliquias fueron llevadas por el ejército de Carlomagno al condado de Ribagorza, con lo que pasó a ser su patrón.

## Representación
Se le representa como obispo con el báculo, a menudo con la boca entreabierta, enseñando los dientes, por su protección contra el dolor de muelas. También es representado con un águila que le sobrevuela. Esta representación procede de una leyenda, según la cual, durante su infancia fue protegido contra la lluvia por un águila con las alas desplegadas. Como símbolo de su caridad es representado por un corazón.